# Primzahllücke
Als Primzahllücke bezeichnet man die Differenz bzw. den Abstand zweier aufeinanderfolgender Primzahlen:
{\displaystyle g_{n}=p_{n+1}-p_{n}}.
Die kleinste Primzahllücke und einzig ungerade Primzahllücke ist die zwischen den Primzahlen 2 und 3:
{\displaystyle g_{1}=3-2=1}.
Alle anderen Primzahllücken sind gerade, da 2 die einzige gerade Primzahl ist und somit die Differenz zwischen zwei anderen aufeinanderfolgenden Primzahlen, die selbst ungerade sind, immer gerade ist.
Bemerkung 1
Einige (wenige) Autoren bezeichnen mit Primzahllücke abweichend hiervon die Anzahl zusammengesetzter Zahlen zwischen zwei Primzahlen, d. h. eins weniger als nach der hier verwendeten Definition.
Bemerkung 2
Früher nannte man diese Größe Primzahlabstand. Als Primzahllücke bezeichnete man besonders große Abstände benachbarter Primzahlen. Einen Primzahlabstand von 2 gibt es zwischen Primzahlzwillingen, zwischen denen sich eine gerade Zahl befindet.

## Auftreten von Primzahllücken
- Da eine Lücke der Länge 1 nur zwischen einer geraden und einer ungeraden Primzahl auftreten kann, kann es sie nur im Zusammenhang mit der Primzahl 2 geben und ist die zwischen 2 und 3.
- Abgesehen von dieser Lücke zwischen 2 und 3 ist die Länge einer Primzahllücke immer gerade.
- Ob es unendlich viele Primzahlzwillinge, d. h. Lücken der Länge 2 gibt, ist eines der großen ungelösten Probleme der Mathematik.
- Da es unendlich viele Primzahlen gibt, bilden die Längen der Primzahllücken eine Folge mit den Anfangsgliedern:

1, 2, 2, 4, 2, 4, 2, 4, 6, 2, 6, 4, 2, 4, 6, 6, 2, 6, 4, 2, 6, 4, 6, 8, 4, 2, 4, 2, 4, 14, 4, 6, 2, 10, 2, 6, 6, 4, 6, 6, 2, 10, 2, 4, 2, 12, 12, 4, 2, 4, 6, 2, 10, 6, 6, 6, 2, 6, 4, 2 … (Folge A001223 in OEIS).
Aus der Definition von {\displaystyle g_{i}} folgt
{\displaystyle p_{n+1}=2+\sum _{i=1}^{n}g_{i}} ,
wobei die 2 durch die kleinste Primzahl 2 entsteht.

## Konstruktion beliebig großer Primzahllücken der Längek
Für jede beliebige natürliche Zahl {\displaystyle k} ist es trivial, die Existenz einer Primzahllücke mindestens der Länge {\displaystyle k} nachzuweisen.
Sei nämlich {\displaystyle N} eine natürliche Zahl, die zu keiner der Zahlen {\displaystyle 2,3,\ldots ,k} teilerfremd ist.
Dann sind auch die Zahlen {\displaystyle N+2,N+3,\ldots ,N+k} nicht teilerfremd zu {\displaystyle N} und folglich keine Primzahlen.
Die größte Primzahl vor dieser Folge ist also höchstens gleich {\displaystyle N+1}, die kleinste nach dieser Folge hingegen mindestens {\displaystyle N+k+1},
so dass die Länge dieser Primzahllücke mindestens {\displaystyle k} ist.
Für das Konstruieren eines {\displaystyle N} mit der geforderten Eigenschaft hat man verschiedene Möglichkeiten:
- Am einfachsten wählt man die Fakultät, also {\displaystyle N=k!}
- Ebenso gut kann man das kleinste gemeinsame Vielfache der Zahlen von 1 bis {\displaystyle k} wählen, {\displaystyle N=\operatorname {kgV} (1,\ldots ,k)}
- Den kleinstmöglichen trivial konstruierbaren Kandidaten für {\displaystyle N} findet man durch die Primfakultät, {\displaystyle N=k\#}.
Ist {\displaystyle p} die kleinste Primzahl größer als {\displaystyle k}, so gilt {\displaystyle k\#=(p-1)\#}, d. h. man hat sogar automatisch eine Lücke der Länge {\displaystyle p-1} gefunden.

Obwohl im letzten Fall {\displaystyle N} so klein wie möglich gewählt wurde, ist dennoch die gefundene Lücke für k ≥ 4 nicht die erste Lücke der geforderten Länge.
Insofern leisten alle diese Verfahren zwar gleichwertig den Nachweis, dass beliebig große Lücken existieren, sind aber nicht zur Suche der ersten Lücke brauchbar.

### Beispiel fürk= 6
Welche Lücken liefern die genannten Verfahren jeweils im Falle k = 6?

#### Die kleinste Lücke
Die erste Lücke der Länge 6 tritt zwischen 23 und 29 auf.

#### Nutzung der Fakultät
▶ Die Lücke zwischen k! + 1 und k! + k + 1
Berechnung und Verifikation:
6! beträgt 720 (Produkt von 1, 2, 3, 4, 5 und 6), wir haben hiermit eine Primzahllücke der Länge (mindestens) 6 zwischen 721 und 727.
Da 720 durch 2 teilbar ist, ist es auch 720 + 2 = 722.
Da 720 durch 3 teilbar ist, ist es auch 720 + 3 = 723.
Da 720 durch 4 teilbar ist, ist es auch 720 + 4 = 724.
Da 720 durch 5 teilbar ist, ist es auch 720 + 5 = 725.
Da 720 durch 6 teilbar ist, ist es auch 720 + 6 = 726.
Man hat also eine Primzahllücke mindestens der Länge 6 zwischen den Primzahlkandidaten 721 und 727 gefunden.

Da zusätzlich auch 721 = 7 · 103 keine Primzahl ist, ist die Lücke sogar noch größer.
In der Tat wird sie eingerahmt von den Primzahlen 719 und 727 und hat folglich die Länge 8.

#### Nutzung des kleinsten gemeinsamen Vielfachen
▶ Die Lücke zwischen kgV(1, ..., k) + 1 und kgV(1, ..., k) + k + 1
Berechnung und Verifikation:
kgV(1, ..., 6) beträgt 60 (60 ist die kleinste Zahl, die durch 1, 2, 3, 4, 5 und 6 teilbar ist). Wir haben hiermit eine Primzahllücke der Länge (mindestens) 6 zwischen 61 und 67.
Da 60 durch 2 teilbar ist, ist es auch 60 + 2 = 62.
Da 60 durch 3 teilbar ist, ist es auch 60 + 3 = 63.
Da 60 durch 4 teilbar ist, ist es auch 60 + 4 = 64.
Da 60 durch 5 teilbar ist, ist es auch 60 + 5 = 65.
Da 60 durch 6 teilbar ist, ist es auch 60 + 6 = 66.
Hiermit haben wir eine Lücke der Länge mindestens 6 zwischen 61 und 67 gefunden.

Beides sind zufällig auch Primzahlen, daher hat die Lücke eine Länge von genau 6.

#### Nutzung der Primfakultät
▶ Die Lücke zwischen k# + 1 und k# + k + 1
Berechnung und Verifikation:
6# berechnet sich zu 2 · 3 · 5 = 30. Wir haben hiermit eine Primzahllücke der Länge (mindestens) 6 zwischen 31 und 37.
Da 30 durch 2 teilbar ist, ist es auch 30 + 2 = 32.
Da 30 durch 3 teilbar ist, ist es auch 30 + 3 = 33.
Da 30 und 4 durch 2 teilbar sind, ist es auch 30 + 4 = 34.
Da 30 durch 5 teilbar ist, ist es auch 30 + 5 = 35.
Da 30 und 6 durch 2 teilbar sind, ist es auch 30 + 6 = 36.
Hiermit haben wir eine Lücke der Länge mindestens 6 zwischen 31 und 37 gefunden.

Beides sind zufällig auch Primzahlen, daher hat die Lücke eine Länge von genau 6.

### Wachstum der Funktionen
Schon das ausgeführte Beispiel {\displaystyle k=6} zeigt, dass die Fakultät die bei weitem am raschesten wachsende unter den betrachteten Funktionen ist. Für {\displaystyle k=10} ist der Größenunterschied zwischen {\displaystyle k!=3628800}, {\displaystyle \ \operatorname {kgV} (2,\ldots ,10)=2520} und {\displaystyle k\#=210} noch deutlicher.
Dagegen tritt bereits zwischen 113 und 127 eine Lücke der Länge 14 auf, so dass also selbst die Konstruktion durch {\displaystyle k\#} zwar Lücken der Mindestlänge k findet, solch eine Lücke aber schon bei weitaus kleineren Zahlen auftritt.
Für z. B. k = 72 kann man sehen, das alle drei Verfahren sehr ineffizient sind und es wesentlich kleinere Primzahlen gibt, zwischen denen es k−1 zusammengesetzte Zahlen gibt:
- Die erste Lücke dieser Größe befindet sich zwischen 31.397 und 31.469.
Das ist die kleinste Lösung.
- Die Konstruktion mittels Primfakultät liefert
557.940.830.126.698.960.967.415.391  und  557.940.830.126.698.960.967.415.363.
- Die Konstruktion mittels kleinstem gemeinsamen Vielfachen liefert
5.624.043.567.677.125.526.551.547.131.201  und  5.624.043.567.677.125.526.551.547.131.273.
- Die Konstruktion mittels Fakultät liefert
61.234.458.376.886.086.861.524.070.385.274.672.740.778.091.784.697.328.983.823.014.963.978.384.987.221.689.274.204.160.000.000.000.000.001  und  61.234.458.376.886.086.861.524.070.385.274.672.740.778.091.784.697.328.983.823.014.963.978.384.987.221.689.274.204.160.000.000.000.000.073.

Dieses Beispiel (k = 72) ist in der folgenden Tabelle blau, das Beispiel aus dem vorherigen Absatz (k = 6) ist rot gefärbt.

### Kenngrößen einer Primzahllücke

#### Merit einer Primzahllücke
{\displaystyle g_{n}/\ln p_{n}}
Gibt an, um wie viel die Primzahllücke größer als der durchschnittliche Abstand zweier Primzahlen ist.
Bekannte Maximalwerte liegen knapp unter {\displaystyle \ln p_{n}}.

#### Cramér–Shanks–Granville-Verhältnis einer Primzahllücke
{\displaystyle g_{n}/\ln ^{2}p_{n}}
Bestimmt wird diese Größe für Primzahlen pn ≥ 23.
Größter bekannter Wert für dieses Verhältnis ist 0,9206385885... für die Primzahl 1693182318746371.
| #  | gn   | Verhältnis | pn               |
| -- | ---- | ---------- | ---------------- |
| 1  | 6    | 0,61029... | 23               |
| 2  | 14   | 0,62644... | 113              |
| 3  | 34   | 0,65756... | 1327             |
| 4  | 72   | 0,67154... | 31397            |
| 5  | 112  | 0,68125... | 370261           |
| 6  | 148  | 0,70256... | 2010733          |
| 7  | 210  | 0,73946... | 20831323         |
| 8  | 456  | 0,79534... | 25056082087      |
| 9  | 652  | 0,79753... | 2614941710599    |
| 10 | 766  | 0,81776... | 19581334192423   |
| 11 | 906  | 0,83112... | 218209405436543  |
| 12 | 1132 | 0,92063... | 1693182318746371 |

## Tabellen von Primzahllücken
Formelzeichen:
- pn:  n. Primzahl
- gn:  Abstand zwischen n. und (n+1). Primzahl
- k:  max. Primzahlabstand

| Abstand {\displaystyle k}   | Primzahl | Primzahl | Konstruktion mittels (=kleinste)               | Konstruktion mittels (=kleinste)                                               | Konstruktion mittels (=kleinste) |
| Abstand {\displaystyle k}   | untere   | obere    | Primfakultät {\displaystyle k\#+1}             | Kleinstes gemeinsames Vielfaches {\displaystyle \mathrm {kgV} (1,\ldots ,k)+1} | Fakultät {\displaystyle k!+1}    |
| --------------------------- | -------- | -------- | ---------------------------------------------- | ------------------------------------------------------------------------------ | -------------------------------- |
| 1                           | 2        | 3        | 2                                              | 2                                                                              | 2                                |
| 2                           | 3        | 5        | 3                                              | 3                                                                              | 3                                |
| 4                           | 7        | 11       | 7                                              | 13                                                                             | 25                               |
| 6                           | 23       | 29       | 31                                             | 61                                                                             | 721                              |
| 8                           | 89       | 97       | 211                                            | 841                                                                            | 40.321                           |
| 14                          | 113      | 127      | 30.031                                         | 360.361                                                                        | 87.178.291.201                   |
| 18                          | 523      | 541      | 510.511                                        | 12.252.241                                                                     | 6.402.373.705.728.001            |
| 20                          | 887      | 907      | 9.699.691                                      | 232.792.561                                                                    | ≈ 2,4329 · 10180                 |
| 22                          | 1129     | 1151     | 9.699.691                                      | 232.792.561                                                                    | ≈ 1,1240 · 10210                 |
| 34                          | 1327     | 1361     | 200.560.490.131                                | 144.403.552.893.601                                                            | ≈ 2,9523 · 10380                 |
| 36                          | 9551     | 9587     | 200.560.490.131                                | 144.403.552.893.601                                                            | ≈ 3,7199 · 10410                 |
| 44                          | 15683    | 15727    | 13.082.761.331.670.031                         | 9.419.588.158.802.421.601                                                      | ≈ 2,6583 · 10540                 |
| 52                          | 19609    | 19661    | 614.889.782.588.491.411                        | 3.099.044.504.245.996.706.401                                                  | ≈ 8,0658 · 10670                 |
| 72                          | 31397    | 31469    | 557.940.830.126.698.960.967.415.391            | 5.624.043.567.677.125.526.551.547.131.201                                      | ≈ 6,1234 · 10103                 |
| 86                          | 155921   | 156007   | 267.064.515.689.275.851.355.624.017.992.791    | 8.076.030.954.443.701.744.994.070.304.101.969.601                              | ≈ 2,4227 · 10130                 |
| 96                          | 360653   | 360749   | 23.768.741.896.345.550.770.650.537.601.358.311 | 718.766.754.945.489.455.304.472.257.065.075.294.401                            | ≈ 9,9168 · 10149                 |
| Quelle: selbst ausgerechnet |          |          |                                                |                                                                                |                                  |

| Abstand {\displaystyle k}   | Primzahl      | Primzahl      | Konstruktion mittels {\displaystyle k!+1} |
| Abstand {\displaystyle k}   | untere        | obere         | Konstruktion mittels {\displaystyle k!+1} |
| --------------------------- | ------------- | ------------- | ----------------------------------------- |
| 1                           | 2             | 3             | 2                                         |
| 2                           | 3             | 5             | 3                                         |
| 4                           | 7             | 11            | 25                                        |
| 6                           | 23            | 29            | 721                                       |
| 8                           | 89            | 97            | 40.321                                    |
| 14                          | 113           | 127           | 8,7178 · 1000                             |
| 18                          | 523           | 541           | 6,4024 · 101500                           |
| 20                          | 887           | 907           | 2,4329 · 101800                           |
| 22                          | 1129          | 1151          | 1,1240 · 102100                           |
| 34                          | 1327          | 1361          | 2,9523 · 103800                           |
| 36                          | 9551          | 9587          | 3,.7199 · 104100                          |
| 44                          | 15683         | 15727         | 2,6583 · 105400                           |
| 52                          | 19609         | 19661         | 8,0658 · 106700                           |
| 72                          | 31397         | 31469         | 6,1234 · 101030                           |
| 86                          | 155921        | 156007        | 2,4227 · 101300                           |
| 96                          | 360653        | 360749        | 9,9168 · 101490                           |
| 112                         | 370261        | 370373        | 1,9745 · 101820                           |
| 114                         | 492113        | 492227        | 2,5436 · 101860                           |
| 118                         | 1349533       | 1349651       | 4,6845 · 101940                           |
| 132                         | 1357201       | 1357333       | 1,1182 · 102240                           |
| 148                         | 2010733       | 2010881       | 2,5563 · 102580                           |
| 154                         | 4652353       | 4652507       | 3,0898 · 102710                           |
| 180                         | 17051707      | 17051887      | 2,0090 · 103290                           |
| 210                         | 20831323      | 20831533      | 1,0582 · 103980                           |
| 220                         | 47326693      | 47326913      | 2,2839 · 104210                           |
| 222                         | 122164747     | 122164969     | 1,1205 · 104260                           |
| 234                         | 189695659     | 189695893     | 2,2670 · 104540                           |
| 248                         | 191912783     | 191913031     | 5,1933 · 104870                           |
| 250                         | 387096133     | 387096383     | 3,2329 · 104920                           |
| 282                         | 436273009     | 436273291     | 1,3291 · 105700                           |
| 288                         | 1294268491    | 1294268779    | 7,1968 · 105840                           |
| 292                         | 1453168141    | 1453168433    | 5,1252 · 105940                           |
| 320                         | 2300942549    | 2300942869    | 2,1161 · 106640                           |
| 336                         | 3842610773    | 3842611109    | 3,8852 · 107040                           |
| 354                         | 4302407359    | 4302407713    | 1,9081 · 107500                           |
| 382                         | 10726904659   | 10726905041   | 1,3738 · 108220                           |
| 384                         | 20678048297   | 20678048681   | 2,0205 · 108270                           |
| 394                         | 22367084959   | 22367085353   | 1,6234 · 108530                           |
| 456                         | 25056082087   | 25056082543   | 1,.5078 · 101016                          |
| 464                         | 42652618343   | 42652618807   | 3,.0488 · 101037                          |
| 468                         | 127976334671  | 127976335139  | 1,4439 · 101048                           |
| 474                         | 182226896239  | 182226896713  | 1,5864 · 101064                           |
| 486                         | 241160624143  | 241160624629  | 2,4021 · 101096                           |
| 490                         | 297501075799  | 297501076289  | 1,3679 · 101107                           |
| 500                         | 303371455241  | 303371455741  | 1,2201 · 101134                           |
| 514                         | 304599508537  | 304599509051  | 9,1690 · 101171                           |
| 516                         | 416608695821  | 416608696337  | 2,4366 · 101177                           |
| 532                         | 461690510011  | 461690510543  | 7,9889 · 101220                           |
| 534                         | 614487453523  | 614487454057  | 2,2736 · 101226                           |
| 540                         | 738832927927  | 738832928467  | 5,4823 · 101242                           |
| 582                         | 1346294310749 | 1346294311331 |                                           |
| 588                         | 1408695493609 | 1408695494197 |                                           |
| 602                         | 1968188556461 | 1968188557063 |                                           |
| 652                         | 2614941710599 | 2614941711251 |                                           |
| 674                         | 7177162611713 | 7177162612387 | 4,1282 · 101615                           |
| Quelle: selbst ausgerechnet |               |               |                                           |

| #                                                     | gn  | pn          | n          |    | #    | gn                   | pn                 | n |
| 1                                                     | 1   | 2           | 1          | 41 | 468  | 127976334671         | 5217031687         |   |
| 2                                                     | 2   | 3           | 2          | 42 | 474  | 182226896239         | 7322882472         |   |
| 3                                                     | 4   | 7           | 4          | 43 | 486  | 241160624143         | 9583057667         |   |
| 4                                                     | 6   | 23          | 9          | 44 | 490  | 297501075799         | 11723859927        |   |
| 5                                                     | 8   | 89          | 24         | 45 | 500  | 303371455241         | 11945986786        |   |
| 6                                                     | 14  | 113         | 30         | 46 | 514  | 304599508537         | 11992433550        |   |
| 7                                                     | 18  | 523         | 99         | 47 | 516  | 416608695821         | 16202238656        |   |
| 8                                                     | 20  | 887         | 154        | 48 | 532  | 461690510011         | 17883926781        |   |
| 9                                                     | 22  | 1129        | 189        | 49 | 534  | 614487453523         | 23541455083        |   |
| 10                                                    | 34  | 1327        | 217        | 50 | 540  | 738832927927         | 28106444830        |   |
| 11                                                    | 36  | 9551        | 1183       | 51 | 582  | 1346294310749        | 50070452577        |   |
| 12                                                    | 44  | 15683       | 1831       | 52 | 588  | 1408695493609        | 52302956123        |   |
| 13                                                    | 52  | 19609       | 2225       | 53 | 602  | 1968188556461        | 72178455400        |   |
| 14                                                    | 72  | 31397       | 3385       | 54 | 652  | 2614941710599        | 94906079600        |   |
| 15                                                    | 86  | 155921      | 14357      | 55 | 674  | 7177162611713        | 251265078335       |   |
| 16                                                    | 96  | 360653      | 30802      | 56 | 716  | 13829048559701       | 473258870471       |   |
| 17                                                    | 112 | 370261      | 31545      | 57 | 766  | 19581334192423       | 662221289043       |   |
| 18                                                    | 114 | 492113      | 40933      | 58 | 778  | 42842283925351       | 1411461642343      |   |
| 19                                                    | 118 | 1349533     | 103520     | 59 | 804  | 90874329411493       | 2921439731020      |   |
| 20                                                    | 132 | 1357201     | 104071     | 60 | 806  | 171231342420521      | 5394763455325      |   |
| 21                                                    | 148 | 2010733     | 149689     | 61 | 906  | 218209405436543      | 6822667965940      |   |
| 22                                                    | 154 | 4652353     | 325852     | 62 | 916  | 1189459969825483     | 35315870460455     |   |
| 23                                                    | 180 | 17051707    | 1094421    | 63 | 924  | 1686994940955803     | 49573167413483     |   |
| 24                                                    | 210 | 20831323    | 1319945    | 64 | 1132 | 1693182318746371     | 49749629143526     |   |
| 25                                                    | 220 | 47326693    | 2850174    | 65 | 1184 | 43841547845541059    | 1175661926421598   |   |
| 26                                                    | 222 | 122164747   | 6957876    | 66 | 1198 | 55350776431903243    | 1475067052906945   |   |
| 27                                                    | 234 | 189695659   | 10539432   | 67 | 1220 | 80873624627234849    | 2133658100875638   |   |
| 28                                                    | 248 | 191912783   | 10655462   | 68 | 1224 | 203986478517455989   | 5253374014230870   |   |
| 29                                                    | 250 | 387096133   | 20684332   | 69 | 1248 | 218034721194214273   | 5605544222945291   |   |
| 30                                                    | 282 | 436273009   | 23163298   | 70 | 1272 | 305405826521087869   | 7784313111002702   |   |
| 31                                                    | 288 | 1294268491  | 64955634   | 71 | 1328 | 352521223451364323   | 8952449214971382   |   |
| 32                                                    | 292 | 1453168141  | 72507380   | 72 | 1356 | 401429925999153707   | 10160960128667332  |   |
| 33                                                    | 320 | 2300942549  | 112228683  | 73 | 1370 | 418032645936712127   | 10570355884548334  |   |
| 34                                                    | 336 | 3842610773  | 182837804  | 74 | 1442 | 804212830686677669   | 20004097201301079  |   |
| 35                                                    | 354 | 4302407359  | 203615628  | 75 | 1476 | 1425172824437699411  | 34952141021660495  |   |
| 36                                                    | 382 | 10726904659 | 486570087  | 76 | 1488 | 5733241593241196731  | 135962332505694894 |   |
| 37                                                    | 384 | 20678048297 | 910774004  | 77 | 1510 | 6787988999657777797  | 160332893561542066 |   |
| 38                                                    | 394 | 22367084959 | 981765347  | 78 | 1526 | 15570628755536096243 | 360701908268316580 |   |
| 39                                                    | 456 | 25056082087 | 1094330259 | 79 | 1530 | 17678654157568189057 | 408333670434942092 |   |
| 40                                                    | 464 | 42652618343 | 1820471368 | 80 | 1550 | 18361375334787046697 | 423731791997205041 |   |
| Quelle: Englische Wikipedia-Seite, Berechnung bis 264 |     |             |            |    |      |                      |                    |   |

| Merit                             | gn    | Stellen | pn | Datum | Entdecker     |
| --------------------------------- | ----- | ------- | --- | ----- | ------------- |
| 41,938784                         | 08350 | 0087    | 29 37032 34068 02259 01587 23766 ⁞ 10441 94634 25709 07557 48117 62098 ⁞ 58879 82178 95728 85867 67281 43227 ⁞ | 2017  | Gapcoin       |
| 39,620154                         | 15900 | 0175    | 3483347771 × 409#/0030 − 7016                                                                                  | 2017  | Dana Jacobsen |
| 38,066960                         | 18306 | 0209    | 0650094367 × 491#/2310 − 8936                                                                                  | 2017  | Dana Jacobsen |
| 38,047893                         | 35308 | 0404    | 0100054841 × 953#/0210 − 9670                                                                                  | 2020  | Seth Troisi   |
| 37,824126                         | 08382 | 0097    | 0512950801 × 229#/5610 − 4138                                                                                  | 2018  | Dana Jacobsen |
| Quelle: Englische Wikipedia-Seite |       |         | |       |               |

## Obere Schranken
Joseph Bertrand zeigte folgende natürliche Begrenzung einer Primzahllücke: Für jedes {\displaystyle n>1\ } gilt: zwischen {\displaystyle n\ } und {\displaystyle 2n\ } liegt wenigstens eine Primzahl. Daraus folgt, dass eine Primzahllücke, begonnen bei {\displaystyle n\ }, nicht größer sein kann als {\displaystyle n\ } selbst.
Aus dem Primzahlsatz folgt, dass die Lücken für große {\displaystyle n} im Mittel logarithmisch mit {\displaystyle n} wachsen. Außerdem folgt aus dem Primzahlsatz: Für jedes {\displaystyle \epsilon >0} gibt es eine Zahl {\displaystyle N}, so dass
{\displaystyle g_{n}<p_{n}\epsilon }.
für alle {\displaystyle n>N} und
{\displaystyle \lim _{n\to \infty }{\frac {g_{n}}{p_{n}}}=0.}
Guido Hoheisel zeigte 1930, dass es eine Konstante {\displaystyle \theta <1} gibt, so dass:
{\displaystyle \pi (x+x^{\theta })-\pi (x)\sim {\frac {x^{\theta }}{\log(x)}}{\text{ as }}x\to \infty ,}
und damit
{\displaystyle g_{n}<p_{n}^{\theta },\,}
für genügend große {\displaystyle n}. Der Wert von {\displaystyle \theta } konnte nach Hoheisel nahe 1 gewählt werden und wurde im Lauf der Zeit mehrfach verbessert:
- Hans Heilbronn: {\displaystyle \ \theta ={\tfrac {249}{250}}},
- Nikolai Grigorjewitsch Tschudakow: {\displaystyle \ \theta >{\tfrac {3}{4}}},
- Albert Ingham: {\displaystyle \ \theta >{\tfrac {5}{8}}},
- Martin Huxley[3]: {\displaystyle \ \theta ={\tfrac {7}{12}}},
- János Pintz, Baker, Harman[4]: {\displaystyle \ \theta ={\tfrac {21}{40}}}.

2005 bewiesen Daniel Goldston, János Pintz und Cem Yıldırım, dass
{\displaystyle \liminf _{n\to \infty }{\frac {g_{n}}{\log p_{n}}}=0}
was sie 2007 auf
{\displaystyle \liminf _{n\to \infty }{\frac {g_{n}}{{\sqrt {\log p_{n}}}(\log \log p_{n})^{2}}}<\infty .}
verbesserten. 2014 zeigte Yitang Zhang, dass
{\displaystyle \liminf _{n\to \infty }g_{n}<7\cdot 10^{7},}
und dass es somit unendlich viele Primzahllücken gibt, die kleiner als 70 Millionen sind. Das konnte von James Maynard auf 600 gedrückt werden und vom Polymath-Projekt auf 246.

## Untere Schranken
1931 zeigte der Finne Erik Westzynthius (1901–1980), dass die maximale Primzahllücke mehr als logarithmisch wächst:
{\displaystyle \limsup _{n\to \infty }{\frac {g_{n}}{\log p_{n}}}=\infty .}
1938 zeigte Robert Alexander Rankin, dass es eine Konstante {\displaystyle c} gibt, so dass
{\displaystyle g_{n}>{\frac {c\log n\log \log n\log \log \log \log n}{(\log \log \log n)^{2}}}}
für unendliche viele Werte von {\displaystyle n} erfüllt ist. Außerdem zeigte er, dass man dafür jede Konstante {\displaystyle c<e^{\gamma }} (mit {\displaystyle \gamma } der Euler-Mascheroni-Konstante) nehmen kann. János Pintz verbesserte das 1997 auf {\displaystyle c<2e^{\gamma }}. Paul Erdös vermutete, dass die Konstante {\displaystyle c} beliebig groß sein kann und lobte für den Beweis einen Preis von 10.000 Dollar aus. 2014 bewiesen unabhängig voneinander James Maynard einerseits und Terence Tao und Kollegen andererseits die Vermutung und außerdem, dass
{\displaystyle g_{n}>{\frac {\log n\log \log n\log \log \log \log n}{\log \log \log n}}}
für unendlich viele Werte von {\displaystyle n}.

## Vermutungen
Unter Annahme der Riemannschen Vermutung zeigte Harald Cramér 1936, dass
{\displaystyle g_{n}=O({\sqrt {p_{n}}}\log p_{n}),}
mit Verwendung der Landau-Symbole. Cramér vermutete, dass
{\displaystyle g_{n}=O\left((\log p_{n})^{2}\right).}
Nach einer Vermutung des Dänen Ludvig Oppermann (1817–1883) ist
{\displaystyle g_{n}<{\sqrt {p_{n}}}.}
Aus der Vermutung von Andrica (eine Verschärfung der Vermutung von Legendre) folgt, dass
{\displaystyle g_{n}<2{\sqrt {p_{n}}}+1.}
Die Vermutung von Polignac besagt, dass jede gerade Zahl {\displaystyle k} unendlich oft als Primzahllücke auftaucht, für {\displaystyle k=2} ist das die Primzahlzwillingsvermutung. Nach Zhang Yitang ist sie für ein {\displaystyle k<70.000.000} richtig.